# 4. kongres Zveze komunistov Slovenije
4. kongres Zveze komunistov Slovenije je bil 25. junija 1959 v veliki unionski dvorani v Ljubljani. Za sekretarja Centralnega komiteja je bil ponovno izvoljen Miha Marinko.

## Sklic
1. ↑  Janhuba, Rudi; Šinkovec, Ivan, ur. (26. junij 1959). »Komunisti bodo tudi v prihodnje neuklonljivi borci za stvar jugoslovanskega delovnega ljudstva in svetovnega socializma« (PDF). Delo (časopis). str. 1. Pridobljeno 15. novembra 2021.